# 雷姆林根峰
雷姆林根峰（英語：Remplingen Peak，72°5′S 4°18′E / 72.083°S 4.300°E）是南極洲的山峰，位於東部南極洲的毛德皇后地，屬於穆利格-霍夫曼山脈的一部分，現時受南極條約體系管理。